# Ціолковський Костянтин Едуардович
Костянтин Едуардович Ціолковський (5 (17) вересня 1857 — 19 вересня 1935) — російський та радянський вчений-теоретик українського походження, котрий поряд із французом Робером Есно-Пельтрі, німцями Германом Обертом і Фрітцем фон Опелем та американцем Робертом Х. Ґоддардом є одним із засновників ракетобудування та сучасної космонавтики, педагог, письменник.
Автор науково-фантастичних творів, прихильник і проповідник ідей освоєння космічного простору. Його роботи надихнули таких провідних радянських ракетних інженерів, як Сергій Корольов та Валентин Глушко і зробили вагомий внесок в успіх радянської космічної програми.

## Біографія

### Перші роки
Народився 5 (17) вересня 1857 року у селі Іжевське під Рязанню. Предки Ціолковського — вихідці з Волині, далекі родичі гетьмана Северина Наливайка, чим вчений пишався. Його батько, Едуард Ігнатійович Ціолковський (1820–1881), був польським шляхтичем середнього статку, мати Марія Іванівна Юмашева,[джерело?] була освіченою жінкою, дітей зазвичай виховувала вона. Саме мати навчила Костянтина читати й писати, познайомила з початками арифметики.
У віці дев'яти років Ціолковський занедужав на скарлатину. Внаслідок ускладнення хвороби він частково втратив слух. Сталося те, що згодом він назвав «найсмутнішим, найтемнішим часом [власного] життя». Приглухуватість позбавила хлопчика багатьох дитячих забав і вражень, звичних для його здорових однолітків.
1869 року він вступив до гімназії. Великими успіхами майбутній учений не відзначався. Предметів було багато, і напівглухому хлопчикові вчитися було нелегко. А от за витівки він неодноразово потрапляв до карцеру. 1870 року, коли Ціолковському було 13 років, померла його мати. Позбавлений підтримки, хлопчик вчився усе гірше. 1871 року — відрахування з гімназії із супровідною запискою «… для надходження в технічне училище». Отже Ціолковський провчився в гімназії всього чотири роки, два з яких він пробув у одному класі. Більше Ціолковський ніде не навчався.
Але саме в цей час Ціолковський знайшов своє щире покликання й місце у житті. Навчаючись самостійно, він долучився до технічної й наукової творчості: самостійно виготовив астролябію (перша виміряна нею відстань — до пожежної каланчі), домашній токарний верстат, саморушні коляски й локомотиви.
Здібності сина стали очевидними для його батька, і він вирішив послати хлопчика у столицю. Костянтин сам знайшов собі квартиру й, живучи майже на хлібі й воді (батько надсилав по десять-п'ятнадцять рублів на місяць), завзято вчився. Щоденно з десятої ранку й до трьох-чотирьох дня пополудні він вивчав наукову літературу у бібліотеці. За перший рік життя в Москві він опанував фізику і засади математики,  на другому році вивчив диференціальне й інтегральне числення, вищу алгебру, аналітичну й сферичну геометрію.
Однак життя у Москві було досить дорогим, Ціолковський, попри всі зусилля, не зміг забезпечити себе достатніми засобами, отож 1876 року батько відкликав його у В'ятку. Костянтин став приватним репетитором і заробляв самостійно, а у вільний час продовжував навчатися в міській публічній бібліотеці.

### Вчительське звання і наукова праця
1880 року Ціолковський склав іспити на вчительське звання й переїхав за призначеням Міністерства освіти до Боровська, розташованого за 100 кілометрів від Москви, на свою першу державну посаду. Там же він одружився з Варварою Євграфівною Соколовою. Молода пара почала жити окремо, й молодий учений продовжив фізичні досліди і технічну творчість. Перебуваючи вдалині від основних наукових центрів Росії, Ціолковський, залишаючись глухим, вирішив самостійно проводити дослідницькі роботи в галузі, що його цікавила, — аеродинаміці. Він почав з того, що розробив основи кінетичної теорії газів і надіслав свої розрахунки до Російського фізико-хімічного товариства у Петербурзі та незабаром отримав відповідь від Менделєєва: «кінетична теорія газів уже відкрита… 25 років тому».
Але Ціолковський пережив цю звістку, що стала для нього як науковця ударом, і продовжив дослідження. Тим не менш у Петербурзі зацікавилися обдарованим і неординарним учителем з В'ятки й запросили його увійти до складу вищезгаданого товариства.
1892 року Ціолковський був переведений учителем до Калуги. Там він також не забував про науку, астронавтику й аеронавтику. У Калузі Ціолковський побудував спеціальний тунель, що дозволив би вимірювати різні аеродинамічні властивості літальних апаратів. Оскільки фізико-хімічна спілка зовсім не виділила грошей на його досліди, науковцю довелося використати родинні кошти для проведення досліджень. До речі, Ціолковський на власні кошти побудував понад 100 дослідних моделей та обстежив їх, що вимагало на той час значних коштів. За якийсь час спілка все-таки зауважила калузького генія й виділила йому фінансову підтримку — 470 рублів, на які Ціолковський побудував новий, удосконалений тунель (прообраз аеродинамічної труби). Проводячи аеродинамічні випробування, Ціолковський усе більше став зважати на космічні питання.
1895 року була оприлюднена його книга «Грезы о земле и небе (Мрії про землю й небо)», а за рік вийшов допис про інші світи, розумних істот з інших планет і спілкування землян з ними. Того ж 1896 року Ціолковський приступив до написання своєї головної праці «Исследование космического пространства с помощью реактивного двигателя (Дослідження космічного простору за допомогою реактивного двигуна)». У цій книзі були порушені питання використання ракетних двигунів у космосі — навігаційні механізми, постачання й доправлення пального та інше.
Перші п'ятнадцять років XX століття були найважчими у житті вченого. 1902 року його син Ігнатій покінчив життя самогубством. У 1908 році під час розливу Оки будинок Ціолковського затопило, багато машин та експонатів було виведено з ладу, а численні неповторні розрахунки втрачені. У фізико-хімічній спілці не оцінили значущості та революційності наданих ним моделей. За радянської влади умови життя й роботи Ціолковського докорінно змінилися. Йому було призначено персональну пенсію й забезпечено можливість плідної діяльності. Розробки Ціолковського зацікавили нову владу і йому було організовано значну матеріальну підтримку. 1918 року Ціолковського було обрано до Соціалістичної академії суспільних наук (1923 року перейменована на комуністичну академію, 1936 року її основні інститути були передані Академії наук СРСР), а 9 листопада 1921 року науковцю було призначено довічну пенсію за заслуги перед вітчизняною й світовою наукою. Цю пенсію виплачували до 19 вересня 1935 — у той день Костянтин Едуардович Ціолковський, помер у Калузі — місті, що стало йому рідним.

### Взаємовідносини К. Е. Ціолковського та Академії суспільних наук
У червні 1918 року К. Е. Ціолковський надіслав до Академії суспільних наук (АСН) при ЦВК РРФСР лист із проханням зарахувати його до Академії і докладно описав план своїх робіт із суспільного устрою. Він писав: "Все життя мене займали соціальні питання, доказом чого є книжки, видані до революції, за суворої цензури, завдяки чому і мають страшний вигляд... Мої ідеали соціалістичного устрою людства близькі до радянської конституції, але набагато докладніше вмотивовані.... Наукове заперечення установчих зборів, капіталу і власності, важливість знання і вдосконалення складають основу моєї праці".
У серпні 1918 року Ціолковського приймають у члени-змагачі АСН і рекомендують переїхати до Москви. Костянтин Едуардович відмовляється, і йому дозволяють залишитися в Калузі. Однак надійшов лист від А. Гойхбарга, ученого секретаря АСН, з умовляннями все-таки приїхати в Москву. Гойхбарг пише: "По-перше, Вам навряд чи вдалося детально ознайомитися, живучи в провінції, з усіма великими утопістами: Сен-Симоном, Фур'є, їхніми попередниками та учнями. А вони також розробляли чудові картини соціалістичного устрою суспільства. Вам необхідна бібліотека центру. По-друге, після спілкування особисто з членами академії Ви, можливо, деякі окремі сторони Вашої праці переробите. І якщо цього перероблення не буде, то ж можуть зустрітися тоді перешкоди до видання праці".
Із відповіді Ціолковського: "Я досить знайомий, хоча і не за першими джерелами, з філософією, вченнями соціалістів і утопістів... Мій твір оригінальний, і я приймаю одне головне джерело: чисту або точну науку". У чернетці була приписка: "Матеріали, що надсилаються, Ви можете змінити, переробити, скоротити або викинути, але для мене вони будуть цінними".
Ціолковського повідомили, що на зборах 1 липня 1919 року його не переобрали в члени-змагачі АСН. У відповідному листі Костянтин Едуардович подякував АСН за те, що хоч дали можливість закінчити "Етику".

### Пращури
В своїй автобіографічній статті «Риси з мого життя» Костянтин Едуардович стверджує наступне: «Начебто у батька був родинний зв'язок з відомим Наливайком, і рід батька навіть носив раніше це прізвище. За сімейними переказами, пращуром роду Ціолковських був відомий бунтар Наливайко. Ось що про нього сказано в енциклопедичному словнику Брокгауза і Єфрона: Наливайко був козацьким ватажком кінця XVI століття, борець проти польської аристократії, уродженець міста Острога».

## Теорії Ціолковського

### Теорія газів і суцільнометалевий дирижабль
Перші наукові дослідження Ціолковського відбулися у 1880–1881 роках. Не знаючи про вже зроблені відкриття, він написав роботу «Теория газов (Теорія газів)», у якій виклав основи кінетичної теорії газів. Друга його робота — «Механика животного организма (Механіка тваринного організму)» одержала схвальний відгук  І. М. Сєченова, і Ціолковського було прийнято до Російської фізико-хімічної спілки. Основні роботи Ціолковського після 1884 року були пов'язані із чотирма значними питаннями: науковим обґрунтуванням суцільно-металевого аеростата дирижабля, обтічного аероплана, поїзда на повітряній подушці й ракети для міжпланетних подорожей. Після знайомства з Миколою Жуковським, що був учнем Столєтова, Ціолковський став досліджувати механіку керованого польоту, у підсумку чого ним був розроблений керований аеростат (слово «дирижабль» тоді ще не вигадали). Ціолковський першим запропонував задум суцільнометалевого дирижабля й побудував його робочу модель, створив прилад для автоматичного керування польотом дирижабля й схему керування його підіймальною силою.
Першою друкованою працею про дирижаблі, була «Аэростат металлический управляемый (Аеростат металевий керований)» (1892 рік), де дано наукове й технічне обґрунтування конструкції дирижабля з металевою оболонкою. Далекоглядний для свого часу проект дирижабля Ціолковського не був підтриманий; авторові було відмовлено в субсидії на створення моделі. Звернення Ціолковського в Генеральний штаб російської армії також не мало успіху.

### Прототип літаків
1892 року він звернувся до нової й мало вивченої області літальних апаратів, важчих за повітря. Ціолковському належить задум конструкції аероплана з металевим каркасом. У дописі «Аэроплан или Птицеподобная (авиационная) летательная машина (Аероплан або Птахоподібна (авіаційна) літальна машина)» (1894 рік) надані опис й креслення моноплана, який за своїм зовнішнім виглядом й аеродинамічним улаштуванням, передбачав конструкції літаків, що з'явилися через 15-18 років. В аероплані Ціолковського крила мають товстий профіль із заокругленим переднім краєм, а фюзеляж — обтічну форму. Але робота над аеропланом, так само як і над дирижаблем, не одержала визнання в офіційних представників російської науки. На подальші розробки Ціолковський не мав ні коштів, ні навіть моральної підтримки. Через багато років, уже в радянський час, в 1932, він розробив теорію польоту реактивних літаків у стратосфері й схеми пристроїв літаків для польоту з гіперзвуковими швидкостями. Ціолковський побудував 1897 року, першу в Росії аеродинамічну трубу з відкритою робочою частиною, розробив методику дослідів у ній і 1900 року, на субсидію Академії наук зробив продувки найпростіших моделей та визначив коефіцієнт опору кулі, плоскої пластинки, циліндра, конуса й інших тіл.

### Дослідження реактивних апаратів
З 1896 року Ціолковський постійно досліджував теорію руху реактивних апаратів. Думки про використання ракетного принципу в космосі висловлювалися Ціолковським ще в 1883, однак достеменна теорія реактивного руху, викладена ним 1896 року. Ціолковський вивів формулу (вона одержала назву «формула Ціолковського»), що встановила співвідношення між:
- швидкістю ракети в будь-який мить,
- швидкістю витікання газів із сопла,
- масою ракети,
- масою підривних речовин.

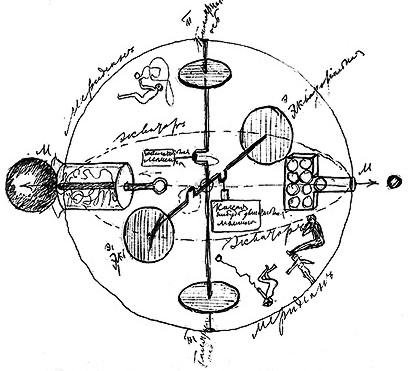
Креслення першого космічного корабля Ціолковського (з рукопису «Вільний простір», 1883).

Закінчивши математичні записи, Ціолковський мимовільно поставив дату: 10 травня 1897 року, сам того не відаючи, закріпив власну першість у питаннях наукового освоєння космосу. 1903 року він оприлюднив книжку «Исследования мировых пространств реактивными приборами (Дослідження світових просторів реактивними приладами)», де вперше довів, що єдиним апаратом, здатним здійснити космічний політ, є ракета.
У цій статті і її продовженнях, що представлені в (1911 і 1914 роки), він заклав основи теорії ракет і рідинного ракетного двигуна. У цій піонерській праці Ціолковський:
- повністю довів неможливість виходу в космос на аеростаті або за допомогою артилерійської гармати;
- вивів залежність між вагою пального й вагою конструкцій ракети для подолання сили земного тяжіння;
- висловив ідею бортової системи орієнтації за Сонцем або іншими небесними світилами;
- проаналізував поводження ракети поза атмосферою, у середовищі, вільному від тяжіння;
- вирішив питання посадки космічного апарата на поверхню планет, позбавлених атмосфери.

Результат першої публікації виявився зовсім не тим, якого очікував Ціолковський. Ні співвітчизники, ні закордонні вчені не оцінили дослідження, яким сьогодні пишається наука. Воно просто на епоху обігнало свій час. 1911 року, видано другу частину праці «Исследование мировых пространств реактивными приборами (Дослідження світових просторів реактивними приладами)». Ціолковський обчислює роботу з подолання сили земного тяжіння, визначає швидкість, необхідну для виходу апарата в Сонячну систему («друга космічна швидкість») і час польоту. Цього разу стаття Ціолковського мала великий розголос в науковому світі. У вченого з'явилося багато друзів у світі науки.
У 1926–1929 роках Ціолковський вирішив прикладне питання: скільки потрібно взяти палива у ракету, щоби досягти швидкості відриву й покинути Землю. З'ясувалося, що кінцева швидкість ракети залежить від швидкості газів, що виходять із неї, і від того, у скільки разів маса пального перевищує масу порожньої ракети. Розрахунок показав: для того, щоби ракета з людьми розвинула швидкість, необхідну для відриву й вирушила в міжпланетний політ, потрібно взяти палива в сто разів більше, ніж важить корпус ракети, двигун, механізми, прилади й пасажири, разом узяті. А це знову створило дуже серйозні перешкоди. Учений знайшов оригінальний вихід — багатоступеневий міжпланетний корабель. Він складається з багатьох ракет, з'єднаних між собою. У передній ракеті, крім палива, перебувають пасажири й спорядження. Ракети працюють по черзі, розганяючи весь потяг. Коли паливо в одній ракеті вигорить, вона скидається, водночас віддаляються спустошені баки й весь потяг стає легшим. Потім починає працювати друга ракета тощо. Передня ракета, як по естафеті, одержує швидкість, набрану всіма попередніми ракетами. У ці ж роки він оцінив вплив опору атмосфери на політ ракети й додаткові витрати палива при цьому.

### Ціолковський— основоположник теорії міжпланетних сполучень
Його дослідження вперше показали можливість досягнення космічних швидкостей, довівши ймовірність міжпланетних польотів. Він першим вивчив питання про ракету — штучний супутник Землі й висловив задум створення навколоземних станцій як штучних поселень, що використають енергію Сонця, і проміжних баз для міжпланетних сполучень; розглянув медико-біологічні проблеми, що виникають під час тривалих космічних польотів.
Ціолковський висунув декілька ідей, що знайшли застосування в ракетобудуванні. Ним запропоновані:
- газові керма (із графіту) для керування польотом ракети й зміни траєкторії руху її центра мас;
- використання складників пального для охолодження зовнішньої оболонки космічного апарата (під час входу в атмосферу Землі), стінок камери згоряння й сопла;
- насосна система подачі компонентів пального;
- оптимальні траєкторії спуску космічного апарата при поверненні з космосу й інше.

В галузі ракетного пального Ціолковський досліджував багато різних окислювачів і паливних матеріалів; рекомендував паливні пари: рідкий кисень із воднем, кисень із вуглеводнями. Він багато й плідно працював над створенням теорії польоту реактивних літаків, винайшов власну схему газотурбінного двигуна; 1927 року опублікував теорію й схему поїзда на повітряній подушці. Він першим запропонував «корпуси, що висуваються знизу шасі». Космічні польоти й дирижаблебудування були головними дослідженнями, яким він присвятив своє життя. Але говорити про Ціолковського лише як про батька космонавтики — значить збіднити його внесок у сучасну науку й техніку. Ціолковський обстоював ідею розмаїтості форм життя у Всесвіті, став першим ідеологом і теоретиком освоєння людиною космічного простору, кінцева мета якого уявлялася йому у вигляді повної перебудови біохімічної природи породжених Землею розумних істот.

### Ціолковський - творець космічної філософії
Костянтин Едуардович Ціолковський відомий у всьому світі як основоположник сучасної космонавтики, який розробив теорію дирижабле- і ракетобудування. Але є й інший, маловідомий Ціолковський, який описав з позицій монізму свою точку зору на устрій Всесвіту і місце людини у виявленій ним стрункій ієрархії вселенських істот і сутностей.
Сукупність своїх ідей і гіпотез, що склали зміст філософських творів, сам Костянтин Едуардович назвав «Космічною філософією».
Про важливість цих досліджень для людства свідчить твердження Костянтина Ціолковського про те, що теорію ракетобудування він розробив лише як доповнення до своїх досліджень, присвячених пізнанню принципів функціонування Всесвіту і дослідженню на цій основі принципової можливості переселення людства із Землі та в заселенні людьми Космосу. Ракети для нього - це тільки спосіб, тільки метод проникнення в глибину космосу, але аж ніяк не самоціль.
Ціолковський уявляв склад космічної філософії так:
1. Вища фізика (метафізика), що складається з онтології (склад світу) і телеології (походження світу). Онтологію він представляв як єдність матеріального і духовного, тобто як монізм.
Бог визначається ним потрійно: як Першопричина Всесвіту, як ідея любові і солідарності, що об'єднує всіх істот, і як президент вищої організації вищих істот у Космосі.
У монізмі розвивається концепція відносності безсмертя (зокрема відносної безсмертності атомів), а також грандіозна картина багаторівневого надсвіту. Кожен атом має психічну енергію і волю. Волею володіє космос і першопричина, що створила його. Міркування про першопричину є фундаментом космічної філософії. Основи монізму і поняття про першопричину викладено в ранньому рукописі Ціолковського "Наукові основи релігії" (1898 рік).
2. Гносеологія (способи пізнання). Тут Ціолковський дотримувався єдності досвіду і розуму, їхньої однакової важливості. Особливо він виділяв питання про цінність знання.
3. Етика (наукові основи моральності). На основі монізму Костянтин Ціолковський побудував етику майбутнього, а на основі етики підійшов до суспільного устрою космічної ери.
Він був впевнений у тому, що поширення космічної філософії торкнеться розвитку суспільства в усіх його аспектах, а також стане основою для розвитку природознавства.

## Письменник-фантаст
Науково-фантастичні твори Ціолковського мало відомі широкому колу читачів. Можливо, через те, що вони тісно пов'язані з його науковими працями. Дуже близька до фантастики його рання робота «Свободное пространство (Вільний простір)», написана 1883 року (оприлюднена в 1954 р.). Костянтин Едуардович Ціолковський є автором науково-фантастичних творів: «Грезы о Земле и небе (Марення про Землю й небо)» (збірник творів), «На Весте (На Весті)», повість «На Луне (На Місяці)» (уперше була надрукована в додатку до журналу «Вокруг света (Навколо світу)» в 1893 році, неодноразово перевидавалася у радянський час).

## Роботи з ракетоплавства й міжпланетного зв'язку
- 1903 — «Исследование мировых пространств реактивными приборами (Дослідження світових просторів реактивними приладами)»[6]
- 1914 — «Исследование мировых пространств реактивными приборами (Дополнение) (Дослідження світових просторів реактивними приладами (доповнення до I та II частин праці тотожного найменування)»[7]
- 1924 — «Космический корабль (Космічний корабель)»
- 1926 — «Исследование мировых пространств реактивными приборами (Дослідження світових просторів реактивними приладами. Перевидання робіт 1903 і 1911 р. з деякими змінами та доповненнями)»[8]
- 1927 — «Космическая ракета. Опытная подготовка (Космічна ракета. Дослідна підготовка)»
- 1928 — «Труды о космической ракете 1903—1907 гг. (Праці про космічну ракету 1903—1907 р.)»
- 1929 — «Космические ракетные поезда (Космічні ракетні потяги)»
- 1929 — «Реактивный двигатель (Реактивний двигун)»
- 1929 — «Цели звездоплавания (Цілі зореплавства)»[9]
- 1930 — «Звездоплавателям (Зореплавцям)»[10]
- 1932 — «Реактивное движение (Реактивний рух)»
- 1932—1933 — «Топливо для ракеты (Пальне для ракети)»

## Роботи з космічної філософії
- 1883 - “Продолжительность лучеиспускания Солнца” ("Тривалість променевипускання Сонця")
- 1883 - “Свободное пространство” (“Вільний простір”)
- 1893 - “Тяготение как главнейший источник мировой энергии” ("Тяжіння як найголовніше джерело світової енергії")
- 1894 - “Грёзы о земле и небе” ("Мрії про землю та небо")
- 1898 - ”Научные основания религии" ("Наукові основи релігії")
- 1902 - "Этика или естественные основы нравственности" ("Етика або природні основи моральності")
- 1902 - “Неизвестные разумные силы” (“Невідомі розумні сили”)
- 1902 - “Существа разных периодов эволюции” (“Істоти різних періодів еволюції”)
- 1914 - "Нирвана" ("Нірвана")
- 1915 - “Будущее Земли и человека. Технический и научный прогресс будущего.” (“Майбутнє Землі та людини. Технічний і науковий прогрес майбутнього”)
- 1916 - ”Горе и гений"  ("Горе і геній")
- 1917 - ”Человек. Свойства человека" ("Людина. Властивості людини")
- 1918 - "Первопричина" ("Першопричина")
- 1918 - ”Приключения атома" (“Пригоди атома”)
- 1918 - “Приключения души ” (“Пригоди душі”)
- 1918 - “Свобода воли” (“Свобода волі”)
- 1918 - “Развитие и возобновление Вселенной. Цикл Вселенной. (Звёздный цикл)” (“Розвиток і відновлення Всесвіту. Цикл Всесвіту. (Зоряний цикл)”)
- 1919 - “Богатства Вселенной” (“Багатства Всесвіту”)
- 1920 - “Воображение (или цена мысли)” (“Уява (або ціна думки)”)
- 1920 - “Картина Земли и её частей” (“Картина Землі та її частин”)
- 1920 - “Первобытная космогония” (“Первісна космогонія”)
- 1920 - “Непротивление” (“Непротивлення”)
- 1920 - “Спокойствие и радость” (“Спокій і радість”)
- 1920 - “Сколько времени существует Вселенная?” (“Скільки часу існує Всесвіт?”)
- 1920 - “Биология карликов и великанов” ("Біологія карликів і велетнів" )
- 1921 - “Пространство, время, мрак и неодушевлённая материя не могут погасить жизнь” (“Простір, час, морок і нежива матерія не можуть погасити життя”)
- 1922 - “Зарождение жизни на Земле. Возможен ли перенос жизни на Землю с иных планет” (“Зародження життя на Землі. Чи можливе перенесення життя на Землю з інших планет”)
- 1923 - “О душе, о духе и о причине” (“Про душу, про дух і про причину”)
- 1923 - “Механичность мира” (“Механічність світу”)
- 1923 - ”Живая Вселенная" (“Живий Всесвіт”)
- 1923 - “Радость без расплаты” (“Радість без розплати”)
- 1924 - “Жизнь в космическом эфире” (“Життя в космічному ефірі”)
- 1924 - “Радость и страдание” (“Радість і страждання”)
- 1925 - “Причина космоса” ("Причина космосу")
- 1925 - “Блуждание атомов” (Блукання атомів)
- 1925 - ”Монизм Вселенной" (“Монізм Всесвіту”)
- 1926 - “Новая этика (Из монизма)” (“Нова етика (З монізму)”)
- 1927 - “Будущее Земли” (“Майбутнє Землі”)
- 1928 - ”Будущее Земли и человечества" ("Майбутнє Землі та людства" )
- 1928 - “Прошедшее Земли” ("Минуле Землі" )
- 1928 - “Воля Вселенной” (“Воля Всесвіту”)[11]
- 1928 - “Теоремы жизни” (“Теореми життя”)
- 1928 - “Эфирный остров” (“Ефірний острів”)
- 1928 - “Совершенство жизни вселенной” (“Досконалість життя всесвіту”)
- 1928 - “Ум и страсти” ("Розум і пристрасті")
- 1929 - “Самозарождение” (“Самозародження”)
- 1929 - “Животное космоса” (“Тварина космосу”)
- 1929 - “Растение будущего” (“Рослина майбутнього”)
- 1929 - “Руководители человечества” (“Керівники людства”)
- 1930 - “Научная этика” ("Наукова етика")
- 1930 - “Жизнь человечества” (“Життя людства”)
- 1931 - “Монистический материализм или Что надо знать каждому человеку” (“Моністичний матеріалізм або Що треба знати кожній людині”)
- 1932 - “Космос есть животное” (“Космос є тварина”)
- 1932 - “Условная истина” (“Умовна істина”)
- 1932 - “Высшая истина” (“Найвища істина”)
- 1932 - “Господство жизни и разума” (“Панування життя і розуму”)
- 1932 - “Есть ли Бог?” (“Чи є Бог?”)[12]
- 1932 - “Есть ли духи?” (Чи є духи?)[13]
- 1932 - “Органический мир вселенной” (“Органічний світ всесвіту”)
- 1932 - "Теория космических эр" ("Теорія космічних ер")[14]
- 1932 - “Свойства космоса” (“Властивості космосу”)
- 1932 - “Ничего нет (Мысли безбожника)” (“Нічого немає (Думки безбожника)”)
- 1933 - “Граждане Вселенной” (“Громадяни Всесвіту”)
- 1933 - “Непрерывность жизни” (“Безперервність життя”)
- 1933 - “Когда погаснет Солнце” (“Коли згасне Сонце”)
- 1933 - “Разум космоса и разум его существ” (“Розум космосу і розум його істот”)
- 1933 - “Жизнь в межзвёздной среде” (“Життя в міжзоряному середовищі”)
- 1933 - “Вселенная без орудий исследования и науки” (“Всесвіт без знарядь дослідження і науки”)
- 1933 - “Вечная деятельность Вселенной.” (“Вічна діяльність Всесвіту”)
- 1933 - “Планеты заселены живыми существами” (“Планети заселені живими істотами”)
- 1933 - “Существа выше человека” (“Істоти, вищі за людину”)
- 1933 - “Вероятность рождения и вероятность высшей жизни и чувства” (“Імовірність народження та ймовірність вищого життя і почуття”)
- 1933 - “Субъективная непрерывность высшей жизни” (“Суб'єктивна безперервність вищого життя”)
- 1933 - “Простые мысли о вечности материи и чувства” (“Прості думки про вічність матерії та почуття”)
- 1933 - “Порядок космической философии и её выводы” (“Порядок космічної філософії та її висновки”)
- 1933 - “Радость смерти” (“Радість смерті”)
- 1934 - “Земная этика” (“Земна етика”)
- 1934 - “Совершенство законов вселенной” (“Досконалість законів всесвіту”)
- 1934 - “Очерки о вселенной” (“Нариси про всесвіт”)
- 1934 - “Судьба существа зависит от судьбы Вселенной" ("Доля істоти залежить від долі Всесвіту")
- 1934 - “Натуральные основы” (“Натуральні основи”)
- 1934 - “Свет и тьма поколений” (“Світло і темрява поколінь”)
- 1934 - “Сомнительность всякой философии” (“Сумнівність усілякої філософії”)
- 1934 - “Вместо злорадства — ликвидация несовершенного и эгоистическое сострадание” (“Замість зловтіхи - ліквідація недосконалого та егоїстичне співчуття”)
- 1934 - “Блуждание материи при жизни одного существа.” ("Блукання матерії за життя однієї істоти." )
- 1934 - “Вероятность жизни.” (“Імовірність життя”)
- 1934 - “Что чувствует” (“Що відчуває”)
- 1934 - “Права материи и низших существ и обязанности высших” (“Права матерії та нижчих істот і обов'язки вищих”)
- 1934 - “Ощущение, жизнь и смерть” (“Відчуття, життя і смерть”)
- 1934 - “Необходимость космической точки зрения” (“Необхідність космічної точки зору”)
- 1935 - “Непротивление или борьба” (“Непротивлення чи боротьба”)
- 1935 - “Конспект космической философии” (“Конспект космічної філософії”)
- 1935 - ”Космическая философия" (“Космічна філософія”)[15]

## Зібрання праць
- Зібрання творів філософського плану Костянтина Едуардовича Ціолковського російською мовою.
- Космічна філософія Костянтина Едуардовича Ціолковського в перекладі на українську мову.

## Нагороди Ціолковського й увічнення його пам'яті

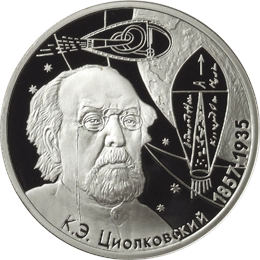
Пам'ятна монета Банку Росії, присвячена 150-річчю з дня народження Ціолковського.

За особливі заслуги в області винаходів, що мають величезне значення для оборони Союзу РСР, Ціолковський 1932 року був нагороджений орденом Трудового Червоного Прапора.
Напередодні 100-річчя від дня народження Ціолковського в 1954 році АН СРСР заснувала золоту медаль ім. К. Е. Ціолковського «3а видатні роботи в галузі міжпланетних сполучень».
У Калузі й Москві споруджені пам'ятники науковцю; створено меморіальний будинок-музей у Калузі; його ім'я носять Державний музей історії космонавтики й педагогічний інститут (нині Калузький Державний Педагогічний університет), школа в Калузі, Московський авіаційно-технологічний інститут. Ім'ям Ціолковського названий кратер на Місяці.
1957 року, вийшов на екрани радянський науково-фантастичний фільм «Шлях до зірок», в якому наводиться опис теорії Ціолковського.